# European Legions
European Legions è una raccolta di canzoni live e studio della black metal band norvegese Mayhem. Le prime sette tracce sono live mentre, le ultime cinque, sono sessioni dell'album Grand Declaration of War.

## Tracce
1. Silvester Anfang / Fall of Seraphs – 5:58
2. Carnage – 3:47
3. View from Nihil – 2:51
4. To Daimonion – 2:48
5. Freezing Moon – 6:13
6. Chainsaw Gutsfuck – 5:13
7. Pure Fucking Armageddon – 1:21
8. To Daimonion – 3:13
9. View from Nihil – 2:56
10. In the Lies Where Upon You Lay – 5:54
11. Crystallized Pain in Deconstruction – 3:58
12. Completion in Science of Agony – 2:09

## Formazione
- Maniac (Sven Erik Kristiansen) - voce
- Blasphemer (Rune Erickson) - chitarra
- Necrobutcher (Jørn Stubberud) - basso
- Hellhammer (Jan Axel Blomberg) - batteria